# Carlsberg Laboratorium

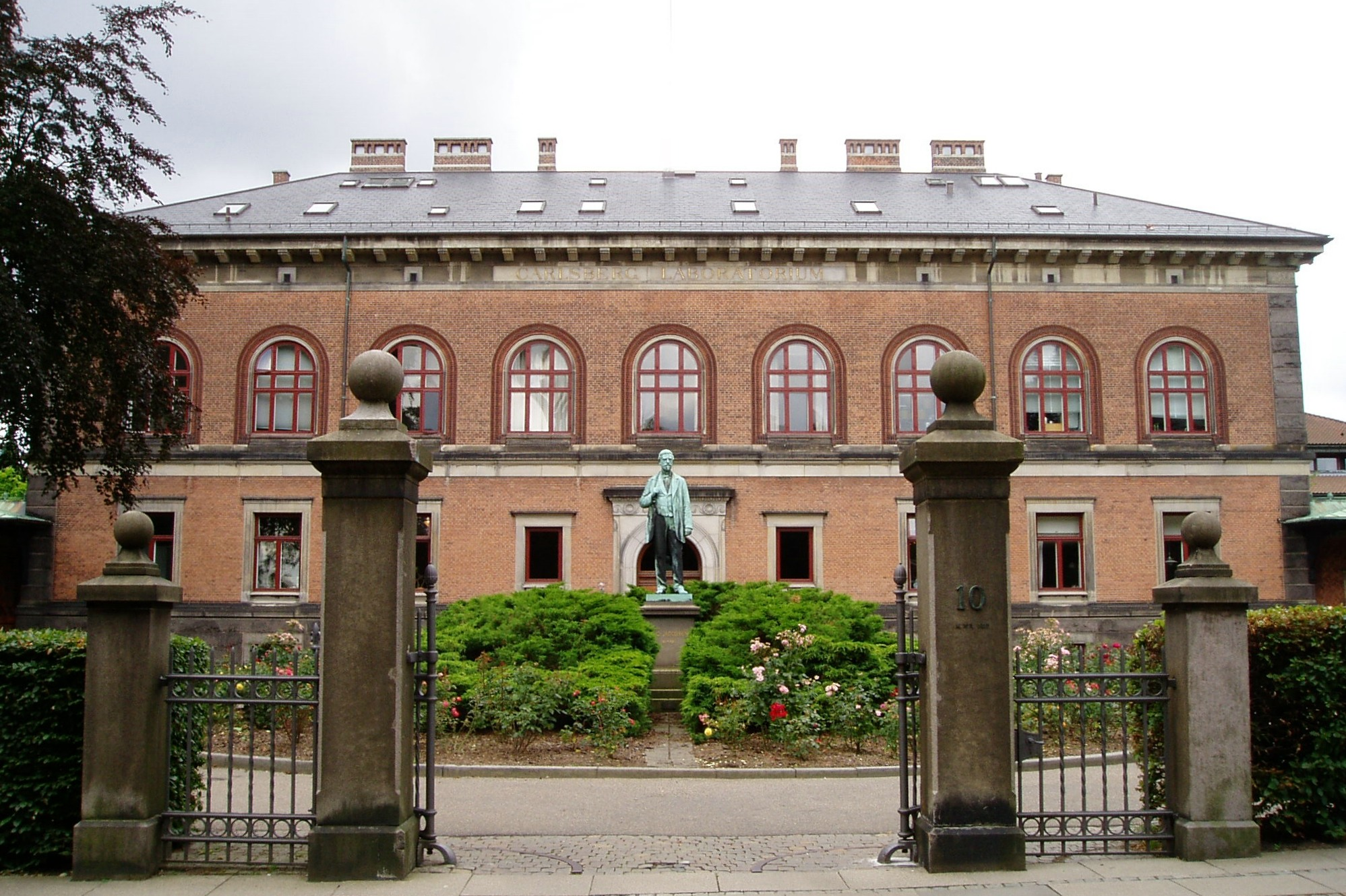
Carlsberg Laboratorium med en staty av J.C Jacobsen framför.

Carlsberg Laboratorium är en internationellt erkänd forskningsinstitution i Valby, Köpenhamn, Danmark. Den grundades 1875 av Carlsberg-bryggeriernas ägare Jacob Christian Jacobsen, som menade att det var nödvändigt att förstå ölets kemi för att kunna förbättra dess kvalitet.
Säreget för Carlsberg Laboratorium är att man inte håller sina forskningsresultat hemliga, till exempel av konkurrensskäl. 1877 startades utgivningen av en tidskrift som sprider forskningsresultaten.[källa behövs]
Carlsberg Laboratorium blev 1876 underställt Carlsbergfonden och delades i en kemisk och en fysiologisk avdelning. 
Efter fusionen 1970 mellan Carlsberg- och Tuborg-bryggerierna omorganiserades forskningsverksamheten och de båda bryggeriernas forskningsavdelningar slogs samman. Laboratoriets verksamhet utökades på så sätt. Idag är laboratoriet organiserat i sex vetenskapsområden, vart och ett under ledning av en professor. Laboratoriet ägs numera av Carlsberg A/S och är en del av Carlsberg Forskningscentrum och består också av en jästgenetisk avdelning.[källa behövs]
En rad kända kemister och mikrobiologer har varit verksamma vid laboratoriet, däribland Søren Peter Lauritz Sørensen, Johan Kjeldahl, Emil Christian Hansen och Kaj Linderstrøm-Lang.